# Paweł Budzik

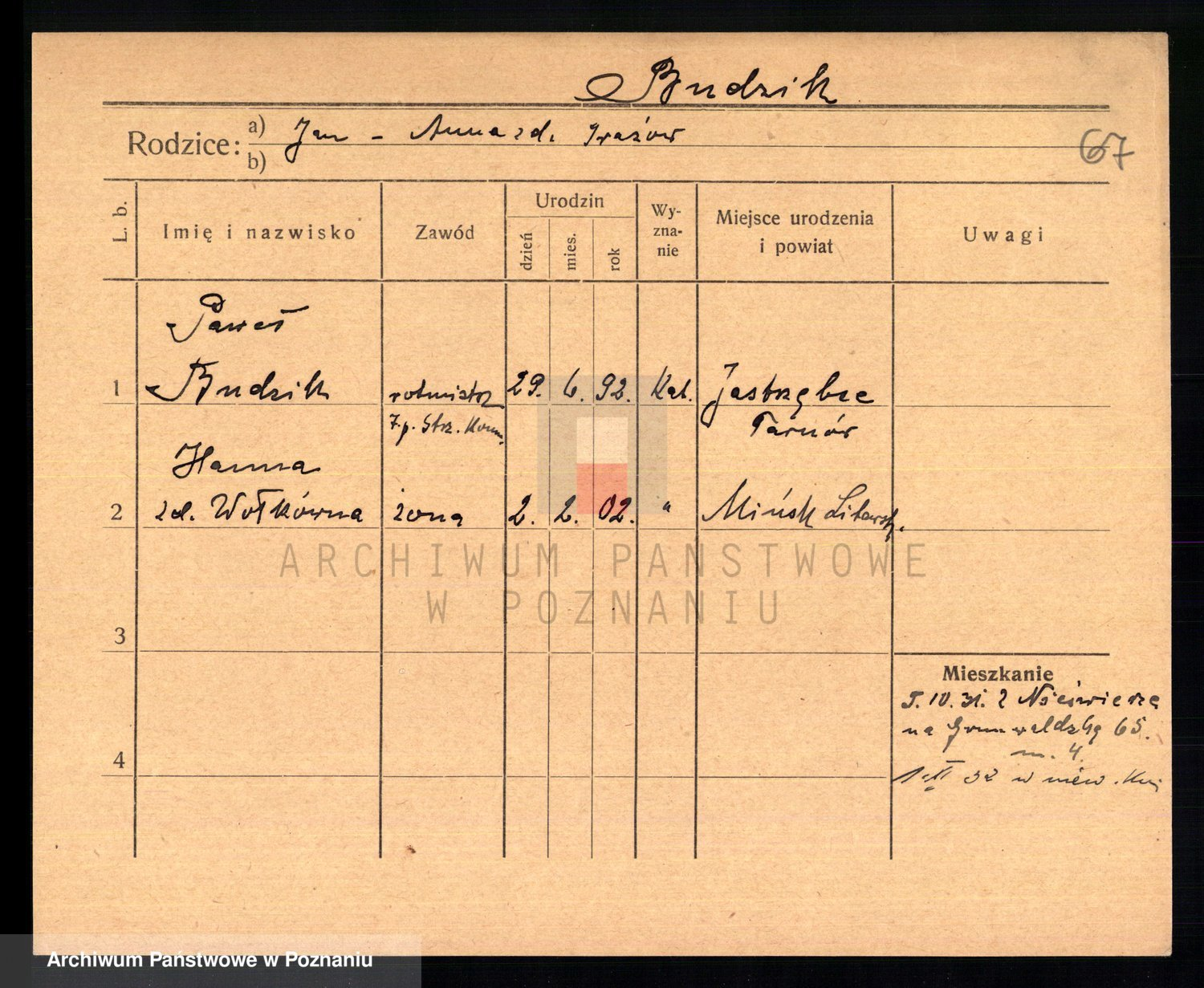
Paweł Budzik karta meldunkowa

Paweł Budzik (ur. 29 czerwca 1892 w Nowej Jastrząbce, zm. 26 września 1939 w Giżycach) – major administracji Wojska Polskiego, działacz niepodległościowy, kawaler Orderu Virtuti Militari.

## Życiorys
Urodził się 29 czerwca 1892 w Nowej Jastrząbce, w ówczesnym powiecie tarnowskim Królestwa Galicji i Lodomerii, w rodzinie Jana i Anny z Zazów. W 1904, po ukończeniu szkoły powszechnej, rozpoczął naukę w gimnazjum w Tarnowie. Później rozpoczął studia na Wydziale Filozoficznym Uniwersytetu Jagiellońskiego. Na studiach wstąpił do Związku Strzeleckiego (1911).
W czasie I wojny światowej walczył w szeregach 1 pułku ułanów Legionów Polskich. Po kryzysie przysięgowym internowany w Szczypiornie przez Austriaków, a następnie w obozie  w Marmarosz Sighet.
Ukończył szkołę oficerską. Walczył pod rozkazami ppor. Stanisława Królickiego, późniejszego dowódcy 7 pułku strzelców konnych. W czasie wojny z bolszewikami walczył w 11 pułku ułanów.
W 1922 rozpoczął służbę w 27 pułku ułanów w Nieświeżu. Dał się wówczas poznać jako działacz oświatowy organizujący w wojsku, w ramach Macierzy Szkolnej, biblioteki w Nieświeżu i Białym Krzyżu. W 1930 ukończył kurs oficerów sztabowych w Centrum Wyszkolenia Piechoty w Rembertowie. W marcu 1931 został przeniesiony do 7 pułku strzelców konnych w Poznaniu, w który zajmował stanowisko dowódcy szwadronu liniowego, a następnie dowódcy szwadronu zapasowego. Obowiązki dowódcy szwadronu zapasowego łączył z funkcją komendanta Rejonu Przysposobienia Wojskowego Konnego. Na stopień majora został mianowany ze starszeństwem z 19 marca 1938 i 17. lokatą w korpusie oficerów administracji, grupa administracyjna.
24 sierpnia 1939, w czasie mobilizacji niejawnej, objął stanowisko kwatermistrza pułku. Na tym stanowisku rozpoczął kampanię wrześniową 1939. 9 września został zastępcą dowódcy pułku, a 14 września 1939 został ciężko ranny w walkach pod Wolą Zbrożkową i Brochowem. 26 września zmarł z ran i został pochowany w Giżycach.
3 września 1923 ożenił się z nauczycielką Anną (Hanną) Wołkow (ur. 2 lutego 1902 w Mińsku).

## Awanse
- podporucznik – 1919
- porucznik – 1920
- rotmistrz – 1922 – zweryfikowany ze starszeństwem z dniem 1 VII 1919 (w 1928 zajmował 11 lokatę, a w 1932 – 5 lokatę w korpusie oficerów zawodowych kawalerii)

## Ordery i odznaczenia
- Krzyż Złoty Orderu Wojennego Virtuti Militari
- Krzyż Srebrny Orderu Wojskowego Virtuti Militari nr 3703 – 1922[15][1]
- Krzyż Niepodległości – 2 sierpnia 1931 „za pracę w dziele odzyskania niepodległości”[16][17]
- Krzyż Walecznych czterokrotnie[18][19] (po raz pierwszy 12 lipca 1921[20], po raz drugi[21], po raz trzeci i czwarty „za udział w b. Legionach Polskich”[22])
- Złoty Krzyż Zasługi – 1938 „za zasługi na polu pracy społecznej”[23]
- Srebrny Krzyż Zasługi – 16 marca 1928 „za zasługi położone w akcji przeciwdywersyjnej na terenie województw wschodnich”[24][25]
- Medal Pamiątkowy za Wojnę 1918–1921[19]
- Medal Dziesięciolecia Odzyskanej Niepodległości[19]
- Odznaka za Rany i Kontuzje z jedną gwiazdką[26]
- Odznaka „Za wierną służbę”[27]
- łotewski Medal Pamiątkowy 1918-1928 – 12 grudnia 1929[28][19]

## Upamiętnienie
Nazwisko mjr. Pawła Budzika widnieje na tablicy pamiątkowej na kościele św. Rocha i św. Jana Chrzciciela w Brochowie oraz na pomniku ku czci poległych żołnierzy 7 pułku strzelców konnych na poznańskiej Cytadeli.